# Cemetary
Cemetary war eine von Mathias Lodmalm angeführte schwedische Gothic-Metal-Band, die 1989 gegründet wurde, sich 1997 auflöste, 2000 unter dem Namen Cemetary 1213 neu gegründet wurde und im Jahr 2005 endgültig aufgelöst wurde.

## Bandgeschichte
1989 bildeten Sänger und Gitarrist Mathias D. Lodmalm, Gitarrist Christian Saarinen, Bassist Zriuko Culjak und Schlagzeuger Morgan Gredåker, dem schnell Juha Sievers folgte, die Band Cemetary. Das im Death Metal angesiedelte Debütalbum An Evil Shade of Grey erschien am 26. Juni 1992 bei dem Label Black Mark Production, das u. a. auch Edge of Sanity, Lake of Tears, Morgana Lefay und Memento Mori unter Vertrag hatte. Ein Jahr darauf folgte Godless Beauty, das mehr in Richtung Gothic geht. Hier ersetzte Anton Hedberg, der auf dem Vorgängeralbum als Fotograf für das Plattencover in Erscheinung getreten war, Christian Saarinen. Nach Tourneen mit Morgana Lefay und Invocator sowie mit Benediction und Atheist holte sich Lodmalm aufgrund des Zerwürfnisses mit seinen Mitmusikern neues Personal. Er wechselte auch das Studio und 1994 wurde Black Vanity aufgenommen und veröffentlicht. Unter dem strengen Regiment des Bandbosses, Allein-Songwriters und Produzenten Lodmalm führten alte Bekannte die Ideen, die von Weiterentwicklung zeugen sollten, aus. Es sollte keine Langeweile beim Hörer aufkommen, weshalb viel Feinschliff erforderlich gewesen sei, ebenso wie er Wert darauf gelegt hatte, keine Kompromisse eingehen zu müssen – er hatte die totale Kontrolle, getreu seinem Motto „Absolute Kontrolle ist das Geheimnis“. Während er selbst zusätzlich die Keyboards bediente, setzte er am Bass seinen ehemaligen Klassenkameraden Thomas „Tjompe“ Josefsson ein, stellte ihm aber Lars Rapp an die Seite. Auch am Schlagzeug gab es für Markus Nordberg eine Alternative in Person von Christian Silver. Die Rhythmusgitarre spielte Anders Iwers, der zwei Jahre bei In Flames in deren Anfangsphase tätig gewesen war. Weitere Gastmusiker wirkten mit, darunter Therion-Kopf Christofer Johnsson (der auch den Fotografen gab). Drei 1995 aufgenommene Lieder wurden als EP nachgeschoben und waren gleichzeitig Vorbote für das 1996 veröffentlichte vollständige Album Sundown. Es war als bewusste Abgrenzung zum Gothic, den Lodmalm als klischeebehaftet und affektiert ansah, gedacht. Zudem entferne er sich, äußerte er gebetsmühlenartig, vom Paradise-Lost-Anstrich, um den sich wiederholenden Vergleichen die Grundlage zu entziehen. Vor allem sei das Dargebotene seine ureigenste Musik, die aus dem Herzen komme. Ohne ein Konzeptalbum zu sein, hat die Platte einen apokalyptischen roten Faden, ausgedrückt durch den Albumtitel und die Liedaussagen, die genug Spielraum für individuelle Deutungen lassen sollen. Den Hauptakteuren des Vorgänger-Albums vertraute er hier vollends: Josefsson, Nordberg und Iwers konnten sich als feste Mitglieder fühlen. Lodmalm sang und spielte Gitarre und Piano.
1997 führten Streit mit der Plattenfirma, für die Last Confessions als das letzte vertraglich zugesicherte Album produziert wurde, und mit den Musikern zur Auflösung der Band. Zusammen mit dem ehemaligen Tiamat-Bassisten Johnny Hagel erfolgte die Gründung von Sundown. Den freien Platz bei Tiamat übernahm der vormalige Cemetary-Gitarrist Anders Iwers. Erst erschien eine Gothic/Electro-Scheibe (Design 19), dann ein uninspirierter Nachfolger, der floppte (Glimmer). Mit der Veröffentlichung von The Beast Divine über Century Media im Jahr 2000 kehrte Cemetary wieder zurück – aus rechtlichen Gründen als Cemetary 1213. Vesa Kenttäkumpu spielt darauf Bass (und zweimal auch Leadgitarre) statt des ursprünglich vorgesehenen Bassisten Tobias Johansson, einem von der Studioarbeit bekannten Kollegen von Christian Silver. Silver, der quasi als zweiter Schlagzeuger auf Black Vanity fungiert und von Anfang an zur Sundown-Besetzung gehört hatte, konnte weiter für Lodmalm arbeiten. Schon bei Sundowns Glimmer mitgewirkt hatte Gitarrist und Sänger Manne Engström, der weiterhin hinter dem Hauptgitarristen und -sänger Lodmalm agierte. Eine doppelte Rückkehr markierte Phantasma vom Mai 2005, nämlich die zum alten Namen Cemetary und die zum alten Label Black Mark. Doch danach war wieder Schluss, bislang endgültig. Lodmalm hatte sich schon lange vor den Phantasma-Aufnahmen seiner Bandmitglieder entledigt, was konsequent war, weil er sich ohnehin schon lange als Solokünstler gefühlt hatte. Jetzt verkündete er, er habe sich aufgerieben im Musikbusiness und kehre ihm enttäuscht den Rücken.
2011 unterstützte Mathias Lodmalm Lake of Tears gesanglich auf deren Illwill-Album – 1994 war er bereits an der Produktion von deren Debütalbum Greater Art beteiligt. Außerdem komponiert er mittlerweile vorrangig technoid-elektronische Musik, unter anderem mit seinem Projekt Domain ID.

## Stil
Robert Müller schrieb im Metal Hammer über An Evil Shade of Grey, es sei „Death Metal pur und simpel“, aber hörenswert. Auf Godless Beauty klinge die Band zwar durch Paradise Lost beeinflusst, Cemetary würde die Band jedoch nicht nur kopieren, die Musiker „gehen vielmehr den von Paradise Lost vorgezeichneten Weg aus ihren eigenen Startlöchern nach – haben insofern vielleicht mehr Tiamat'sche Mystik als elegischen Doom, auf jeden Fall aber eine eigene Note“. Das Album sei das einzige, das an das Meisterwerk Shades of God von Paradise Lost herankommen könne. Zu Sundown äußerte er, es sei „komplex und farbig“, dazu „feinfühlig inszeniert“ ohne in „laue Weinerlichkeit“ abzudriften. Auf Last Confessions herrsche statt „eindimensionaler Perfektion“ eine an den Punk erinnernde „unkomplizierte Leichtigkeit“ vor.
Phantasma schließlich biete „schroffen, ziemlich unmelodischen Gothic-Industrial-Rock, getrieben von dumpfen Breakbeats und einer muffig verzerrten Gitarre, zu der Lodmalm keifend seine metaphysischen Wahrheiten“ verbreite. Sein Fazit: „eigenwillig“.
Frank Stöver schrieb in Bang! es handele sich bei An Evil Shade of Grey um Death Metal skandinavischer Machart. Godless Beauty sei Gothic mit melancholisch-melodischen Abschnitten. Und mit Black Vanity bewege man sich im musikalischen Spektrum zwischen Paradise Lost und Fields of the Nephilim.
Die Rock-Hard-Enzyklopädie fasste zunächst zusammen, dass ausgehend von einem Extremsound Cemetary zu Melodie und Tiefgang gefunden habe und beschrieb dann im Einzelnen die Alben: Death Metal, Gothic gemixt mit 70er-Jahre-Gefühl, bei Sundown schließlich „mehr Melodie und Atmosphäre“. Lodmalm wurde als Sänger eine Weiterentwicklung attestiert.
Matthias Herr verdächtigte Shade, ein Death-Metal-Trendprodukt zu sein.
Zu Beauty meinte er, es habe die Death-Metal-Dynamik, aber es kämen auch nachdenkliche Momente durch flüsterhaften Gesang vor. Black Vanity eifere Gothic und Dark Wave nach. Mit Sundown habe man endlich einen eigenen Stil vorzuweisen, jedoch keinen aufregenden.
Frank Albrecht sah die trendigen Widerspiegelungen der einzelnen Alben vor Sundown ganz genau so, lobte aber den entstandenen Sundown-Stil, zum Beispiel das Changieren zwischen den Emotionen. Derselbe vermerkte im Rock Hard über vier Jahre später, Cemetary setze weiter sowohl auf die Gothic- als auch auf die Electro-Schiene, entscheide sich aber nicht für die eine oder die andere.
Laut Martin Popoff in seinem Buch The Collector’s Guide of Heavy Metal. Band 3: The Nineties spielte die Band noch auf An Evil Shade of Grey technisch anspruchsvollen Thrash Metal, vergleichbar mit den frühen Werken von Entombed. Auf Godless Beauty lasse die Band mehr Raum für Mathias Lodmalms raue Stimme und lasse Einflüsse aus dem Death Metal mit einfließen, sodass ein Vergleich mit Unleashed nahe liege. Zudem seien auch Einflüsse aus Gothic Metal hörbar. Lieder wie Now She Walks the Shadows sei zudem eine Mischung aus Manowar und Punk. Auf Black Vanity habe sich die Band fast komplett den Paradise-Lost-Fans zugewandt. Die Musik schwanke dabei zwischen Langsamen Passagen, in denen die Gruppe vergleichbar mit Witchfinder General, Trouble und Saint Vitus sei, und schnellem Thrash Metal. Der Gesang lasse zudem Einflüsse aus dem Grindcore erkennen. Auf Sundown spiele die Band klassischen Metal, mit Einflüssen aus Death- und Doom-Metal, sodass ein Vergleich mit Sentenced nahe liege. Lieder wie Elysia und Last Transmission würden zudem noch immer Einflüsse von Paradise Lost durchschimmern lassen. Die Band verstehe es zudem eine Mischung aus symphonischen Elementen, Death Metal und gothicartigen New Wave zu spielen, sodass ein Vergleich zu Edge of Sanity nahe liege. Auf Last Confessions würde sich die Band mehr Richtung Mainstream-Metal bewegen. Auf dem Album sei der Gesang extrem vielseitig und es gebe Passagen von etwa 28 Minuten Länge, die überhaupt keinen Gesang enthalten würden. Auf der Kompilation Sweetest Tragedies sei eine Mischung aus Gothic Metal und Death Metal, im Stil von Sentenced, zu hören.
Laut Jason Ankeny von Allmusic spiele die Band auf An Evil Shade of Grey klassischen Death Metal, ehe man sich auf  Goddess Beauty, einer Mischung aus Rock der 1970er Jahre und Gothic Rock zuwende. Auf Black Vanity und Sundown wende sich die Band noch weiter dem Gothic Metal zu.

## Diskografie
- 1990: Incarnation of Morbidity (Demo)
- 1991: In Articulus Mortis (Demo)
- 1992: An Evil Shade of Grey (Black Mark)
- 1993: Godless Beauty (Black Mark)
- 1994: Black Vanity (Black Mark)
- 1995: Sundown (EP, Black Mark)
- 1996: Sundown (Black Mark)
- 1997: Last Confessions (Black Mark)
- 1999: Sweetest Tragedies (Best-of-Album, Black Mark)
- 2000: The Beast Divine (als Cemetary 1213, Century Media)
- 2005: Phantasma (Black Mark)